# Leirvík ÍF
Leirvík ÍF foi uma agremiação esportiva das ilhas Feroé, fundada a 1 de dezembro de 1928, sediada em Leirvík. A equipe disputou o Campeonato Faroês de Futebol, a liga de futebol mais importante do país.

## História
Foi fundado em 1 de dezembro de 1928 na cidade de Leirvík, embora somente na temporada de 1982 que a equipe conseguiu ascender à Primeira Divisão das Ilhas Faroé pela primeira vez em sua história. O clube permaneceu nessa categoria até 1989 depois de ser o último colocado entre dez equipes após marcar apenas três pontos em dezoito partidas sem ganhar um único jogo (os pontos foram o resultado de três empates).
Depois de quatro anos na segunda divisão, o Leirvík ÍF retornou à Primeira Divisão das Ilhas Faroé em 1993, mas sua permanência na categoria máxima do futebol faroês foi de apenas uma temporada depois de terminar em  penúltimo lugar entre as dez equipes, embora desta vez tenha marcado doze pontos e caiu com apenas um ponto de diferença do oitavo colocado e não conseguiu retornar mais para a primeira divisão.
O clube desapareceu em 4 de fevereiro de 2008 após se fundir com o Gøtu Ítróttarfelag para formar o Víkingur Gøta. Em 2007, seu último ano, na 1. deild, ficou em quinto lugar.

## Títulos
- 1. deild: 2 (1981 e 1992)